# Лейк-Оріон (Мічиган)
Лейк-Оріон (англ. Lake Orion) — селище (англ. village) в США, в окрузі Окленд штату Мічиган. Населення — 2876 осіб (2020).

## Географія
Лейк-Оріон розташований за координатами 42°47′19″ пн. ш. 83°15′6″ зх. д. / 42.78861° пн. ш. 83.25167° зх. д. (42.788531, -83.251774).  За даними Бюро перепису населення США в 2010 році селище мало площу 3,38 км², з яких 2,05 км² — суходіл та 1,33 км² — водойми.

## Демографія
Згідно з переписом 2010 року, у селищі мешкали 2973 особи в 1304 домогосподарствах у складі 709 родин. Густота населення становила 880 осіб/км².  Було 1483 помешкання (439/км²).
Расовий склад населення:
| - 94,2 % — білих - 1,6 % — чорних або афроамериканців - 1,1 % — азіатів - 0,2 % — корінних американців |

До двох чи більше рас належало 2,0 %. Частка іспаномовних становила 3,5 % від усіх жителів.
За віковим діапазоном населення розподілялося таким чином: 20,6 % — особи молодші 18 років, 63,2 % — особи у віці 18—64 років, 16,2 % — особи у віці 65 років та старші. Медіана віку мешканця становила 41,2 року. На 100 осіб жіночої статі у селищі припадало 90,3 чоловіків;  на 100 жінок у віці від 18 років та старших — 87,3 чоловіків також старших 18 років.
Середній дохід на одне домашнє господарство  становив 78 356 доларів США (медіана — 69 813), а середній дохід на одну сім'ю — 101 392 долари (медіана — 90 221). Медіана доходів становила 63 807 доларів для чоловіків та 42 784 долари для жінок. За межею бідності перебувало 8,2 % осіб, у тому числі 15,0 % дітей у віці до 18 років та 2,7 % осіб у віці 65 років та старших.
Цивільне працевлаштоване населення становило 1433 особи. Основні галузі зайнятості: освіта, охорона здоров'я та соціальна допомога — 19,0 %, виробництво — 16,5 %, мистецтво, розваги та відпочинок — 14,6 %.